# Ulf Kirsten
Ulf Kirsten (Riesa, 4 dicembre 1965) è un ex calciatore tedesco, di ruolo centravanti.
È primatista di reti con la maglia del Bayer Leverkusen nelle competizioni UEFA per club (35).

## Carriera

### Club
Cresciuto nella Dinamo Dresda, nella Germania Est, esordì giovanissimo conquistandosi fin dall'età di 19 anni un posto da titolare e arrivando a spezzare il decennale dominio della Dinamo Berlino nel campionato della DDR con i titoli del 1989 e 1990.
Dopo la caduta del muro di Berlino si trasferì al Bayer Leverkusen, squadra di cui diverrà una bandiera e il migliore realizzatore di tutti i tempi. Nell'estate del 1990 prima di trasferirsi al Bayer Leverkusen fu a lungo trattato dal Cagliari appena ritornato in Serie A sotto la guida di Claudio Ranieri, ma il giocatore preferì giocare con la squadra tedesca ed il Cagliari prese l'uruguaiano Daniel Fonseca al suo posto. Nel 1993 conquistò il primo titolo di capocannoniere con 20 reti, in condivisione con l'attaccante dell'Eintracht Francoforte Anthony Yeboah. Tornò a vincere tale titolo, entrambe le volte con 22 reti, nel 1997 e 1998, guidando il Bayer al secondo e terzo posto rispettivamente, e ancora alla piazza d'onore nel 1999. Nonostante abbia continuato a segnare con continuità fino all'età di 37 anni, non vinse altri trofei che la Coppa di Germania del 1993, perdendo in finale quella del 2002.
Si ritirò dal calcio dopo la stagione 2002-03, in cui disputò solo 3 gare di campionato.

### Nazionale
Kirsten ha collezionato 100 presenze a livello internazionale, 49 con la nazionale della Germania Est e 51 con quella della Germania unificata, per un totale di 34 reti (14 e 20 rispettivamente).
Il debutto avvenne l'8 maggio 1985, a 19 anni, contro la Danimarca, in una partita per la qualificazione ai campionati mondiali. Diventò subito titolare fisso della squadra, con cui collezionò 49 presenze in 5 anni, segnando 14 reti. Le ultime tre furono siglate contro la nazionale statunitense che si apprestava a disputare il mondiale di Italia 1990. L'ultima partita è del 13 maggio di quell'anno, con un 3-3 contro il Brasile.
Dopo l'unificazione della Germania, Kirsten tornò a vestire la maglia della nazionale tedesca il 14 ottobre 1992 contro il Messico. Prese parte a 2 mondiali, nel 1994, senza disputare alcuna gara, e nel 1998 con 4 partite senza reti. Chiuse la sua carriera internazionale il 20 giugno 2000, al campionato europeo in Belgio e Paesi Bassi.

## Statistiche

### Presenze e reti nei club
| Stagione                | Squadra                 | Campionato              | Campionato | Campionato | Coppe nazionali | Coppe nazionali | Coppe nazionali | Coppe continentali | Coppe continentali | Coppe continentali | Altre coppe | Altre coppe | Altre coppe | Totale | Totale |
| Stagione                | Squadra                 | Comp                    | Pres       | Reti       | Comp            | Pres            | Reti            | Comp               | Pres               | Reti               | Comp        | Pres        | Reti        | Pres   | Reti   |
| ----------------------- | ----------------------- | ----------------------- | ---------- | ---------- | --------------- | --------------- | --------------- | ------------------ | ------------------ | ------------------ | ----------- | ----------- | ----------- | ------ | ------ |
| 1983-1984               | Dinamo Dresda           | OL                      | 11         | 1          | CGE             | 3               | 1               | -                  | -                  | -                  | -           | -           | -           | 14     | 2      |
| 1984-1985               | Dinamo Dresda           | OL                      | 25         | 7          | CGE             | 8               | 1               | CdC                | 6                  | 1                  | -           | -           | -           | 39     | 9      |
| 1985-1986               | Dinamo Dresda           | OL                      | 24         | 7          | CGE             | 8               | 4               | CdC                | 6                  | 2                  | -           | -           | -           | 38     | 13     |
| 1986-1987               | Dinamo Dresda           | OL                      | 23         | 11         | CGE             | 4               | 2               | -                  | -                  | -                  | -           | -           | -           | 27     | 13     |
| 1987-1988               | Dinamo Dresda           | OL                      | 22         | 7          | CGE             | 3               | 0               | CU                 | 2                  | 0                  | -           | -           | -           | 27     | 7      |
| 1988-1989               | Dinamo Dresda           | OL                      | 24         | 14         | CGE             | 0               | 0               | CU                 | 6                  | 5                  | -           | -           | -           | 30     | 19     |
| 1989-1990               | Dinamo Dresda           | OL                      | 25         | 10         | CGE             | 5               | 5               | CC                 | 1                  | 0                  | -           | -           | -           | 31     | 15     |
| Totale Dinamo Dresda    | Totale Dinamo Dresda    | Totale Dinamo Dresda    | 154        | 57         |                 | 31              | 13              |                    | 21                 | 8                  |             | -           | -           | 206    | 78     |
| 1990-1991               | Bayer Leverkusen        | BL                      | 32         | 11         | CG              | 2               | 2               | CU                 | 5                  | 2                  | -           | -           | -           | 39     | 17     |
| 1991-1992               | Bayer Leverkusen        | BL                      | 23         | 12         | CG              | 1               | 1               | -                  | -                  | -                  | -           | -           | -           | 24     | 13     |
| 1992-1993               | Bayer Leverkusen        | BL                      | 33         | 20         | CG              | 7               | 3               | -                  | -                  | -                  | -           | -           | -           | 40     | 23     |
| 1993-1994               | Bayer Leverkusen        | BL                      | 28         | 13         | CG              | 3               | 1               | CdC                | 4                  | 5                  | SG          | 1           | 1           | 36     | 20     |
| 1994-1995               | Bayer Leverkusen        | BL                      | 27         | 15         | CG              | 1               | 0               | CU                 | 9                  | 10                 | -           | -           | -           | 37     | 25     |
| 1995-1996               | Bayer Leverkusen        | BL                      | 29         | 8          | CG              | 3               | 2               | Int                | 4                  | 3                  | -           | -           | -           | 36     | 13     |
| 1996-1997               | Bayer Leverkusen        | BL                      | 29         | 22         | CG              | 1               | 0               | -                  | -                  | -                  | -           | -           | -           | 30     | 22     |
| 1997-1998               | Bayer Leverkusen        | BL                      | 27         | 22         | CG+CdL          | 3+1             | 2+1             | UCL                | 9                  | 2                  | -           | -           | -           | 40     | 27     |
| 1998-1999               | Bayer Leverkusen        | BL                      | 31         | 19         | CG+CdL          | 2+2             | 2+1             | CU                 | 3                  | 2                  | -           | -           | -           | 38     | 24     |
| 1999-2000               | Bayer Leverkusen        | BL                      | 27         | 17         | CG+CdL          | 0+2             | 0+2             | UCL+CU             | 4+2                | 4+0                | -           | -           | -           | 35     | 23     |
| 2000-2001               | Bayer Leverkusen        | BL                      | 29         | 12         | CG+CdL          | 2+1             | 1+1             | UCL+CU             | 2+2                | 1+2                | -           | -           | -           | 36     | 17     |
| 2001-2002               | Bayer Leverkusen        | BL                      | 32         | 11         | CG+CdL          | 5+1             | 3+0             | UCL                | 14                 | 4                  | -           | -           | -           | 52     | 18     |
| 2002-2003               | Bayer Leverkusen        | BL                      | 3          | 0          | CG+CdL          | 1+1             | 0+0             | UCL                | 0                  | 0                  | -           | -           | -           | 5      | 0      |
| Totale Bayer Leverkusen | Totale Bayer Leverkusen | Totale Bayer Leverkusen | 350        | 182        |                 | 31+8            | 17+5            |                    | 58                 | 35                 |             | 1           | 1           | 448    | 240    |
| Totale Carriera         | Totale Carriera         | Totale Carriera         | 504        | 239        |                 | 70              | 35              |                    | 79                 | 43                 |             | 1           | 1           | 654    | 318    |

### Cronologia presenze e reti in nazionale

#### Germania Est
| Cronologia completa delle presenze e delle reti in nazionale ― Germania Est | Cronologia completa delle presenze e delle reti in nazionale ― Germania Est | Cronologia completa delle presenze e delle reti in nazionale ― Germania Est | Cronologia completa delle presenze e delle reti in nazionale ― Germania Est | Cronologia completa delle presenze e delle reti in nazionale ― Germania Est | Cronologia completa delle presenze e delle reti in nazionale ― Germania Est | Cronologia completa delle presenze e delle reti in nazionale ― Germania Est | Cronologia completa delle presenze e delle reti in nazionale ― Germania Est |
| Data                                                                        | Città                                                                       | In casa                                                                     | Risultato                                                                   | Ospiti                                                                      | Competizione                                                                | Reti                                                                        | Note                                                                        |
| --------------------------------------------------------------------------- | --------------------------------------------------------------------------- | --------------------------------------------------------------------------- | --------------------------------------------------------------------------- | --------------------------------------------------------------------------- | --------------------------------------------------------------------------- | --------------------------------------------------------------------------- | --------------------------------------------------------------------------- |
| 8-5-1985                                                                    | Copenaghen                                                                  | Danimarca                                                                   | 4 – 1                                                                       | Germania Est                                                                | Amichevole                                                                  | -                                                                           |                                                                             |
| 18-5-1985                                                                   | Potsdam                                                                     | Germania Est                                                                | 3 – 1                                                                       | Lussemburgo                                                                 | Qual. Mondiali 1986                                                         | -                                                                           |                                                                             |
| 14-8-1985                                                                   | Oslo                                                                        | Norvegia                                                                    | 0 – 1                                                                       | Germania Est                                                                | Amichevole                                                                  | 1                                                                           | 86’                                                                         |
| 11-9-1985                                                                   | Lipsia                                                                      | Germania Est                                                                | 2 – 0                                                                       | Francia                                                                     | Qual. Mondiali 1986                                                         | -                                                                           |                                                                             |
| 28-9-1985                                                                   | Belgrado                                                                    | Jugoslavia                                                                  | 1 – 2                                                                       | Germania Est                                                                | Qual. Mondiali 1986                                                         | -                                                                           | 89’                                                                         |
| 16-10-1985                                                                  | Glasgow                                                                     | Scozia                                                                      | 0 – 0                                                                       | Germania Est                                                                | Amichevole                                                                  | -                                                                           |                                                                             |
| 16-11-1985                                                                  | Karl-Marx-Stadt                                                             | Germania Est                                                                | 3 – 1                                                                       | Bulgaria                                                                    | Qual. Mondiali 1986                                                         | -                                                                           |                                                                             |
| 14-2-1986                                                                   | San Jose                                                                    | Messico                                                                     | 1 – 2                                                                       | Germania Est                                                                | Amichevole                                                                  | -                                                                           | 80’                                                                         |
| 19-2-1986                                                                   | Braga                                                                       | Portogallo                                                                  | 1 – 3                                                                       | Germania Est                                                                | Amichevole                                                                  | 1                                                                           | 46’                                                                         |
| 12-3-1986                                                                   | Lipsia                                                                      | Germania Est                                                                | 0 – 1                                                                       | Paesi Bassi                                                                 | Amichevole                                                                  | -                                                                           |                                                                             |
| 26-3-1986                                                                   | Amarousio                                                                   | Grecia                                                                      | 2 – 0                                                                       | Germania Est                                                                | Amichevole                                                                  | -                                                                           | 68’                                                                         |
| 20-8-1986                                                                   | Lahti                                                                       | Finlandia                                                                   | 1 – 0                                                                       | Germania Est                                                                | Amichevole                                                                  | -                                                                           |                                                                             |
| 10-9-1986                                                                   | Lipsia                                                                      | Germania Est                                                                | 0 – 1                                                                       | Danimarca                                                                   | Amichevole                                                                  | -                                                                           |                                                                             |
| 24-9-1986                                                                   | Oslo                                                                        | Norvegia                                                                    | 0 – 0                                                                       | Germania Est                                                                | Qual. Euro 1988                                                             | -                                                                           | 46’                                                                         |
| 29-10-1986                                                                  | Karl-Marx-Stadt                                                             | Germania Est                                                                | 2 – 0                                                                       | Islanda                                                                     | Qual. Euro 1988                                                             | 1                                                                           |                                                                             |
| 19-11-1986                                                                  | Lipsia                                                                      | Germania Est                                                                | 0 – 0                                                                       | Francia                                                                     | Qual. Euro 1988                                                             | -                                                                           | 77’                                                                         |
| 29-4-1987                                                                   | Kiev                                                                        | Unione Sovietica                                                            | 2 – 0                                                                       | Germania Est                                                                | Qual. Euro 1988                                                             | -                                                                           | 55’                                                                         |
| 13-5-1987                                                                   | Brandeburgo sulla Havel                                                     | Germania Est                                                                | 2 – 0                                                                       | Danimarca                                                                   | Amichevole                                                                  | -                                                                           | 46’                                                                         |
| 3-6-1987                                                                    | Reykjavík                                                                   | Islanda                                                                     | 0 – 6                                                                       | Germania Est                                                                | Qual. Euro 1988                                                             | -                                                                           | 82’                                                                         |
| 28-7-1987                                                                   | Lipsia                                                                      | Germania Est                                                                | 0 – 0                                                                       | Ungheria                                                                    | Amichevole                                                                  | -                                                                           | 67’                                                                         |
| 19-8-1987                                                                   | Lubin                                                                       | Polonia                                                                     | 2 – 0                                                                       | Germania Est                                                                | Amichevole                                                                  | -                                                                           | 68’                                                                         |
| 23-9-1987                                                                   | Gera                                                                        | Germania Est                                                                | 2 – 0                                                                       | Tunisia                                                                     | Amichevole                                                                  | 1                                                                           |                                                                             |
| 10-10-1987                                                                  | Berlino Est                                                                 | Germania Est                                                                | 1 – 1                                                                       | Unione Sovietica                                                            | Qual. Euro 1988                                                             | 1                                                                           |                                                                             |
| 28-10-1987                                                                  | Magdeburgo                                                                  | Germania Est                                                                | 3 – 1                                                                       | Norvegia                                                                    | Qual. Euro 1988                                                             | 2                                                                           |                                                                             |
| 18-11-1987                                                                  | Parigi                                                                      | Francia                                                                     | 0 – 1                                                                       | Germania Est                                                                | Qual. Euro 1988                                                             | -                                                                           |                                                                             |
| 27-1-1988                                                                   | Valencia                                                                    | Spagna                                                                      | 0 – 0                                                                       | Germania Est                                                                | Amichevole                                                                  | -                                                                           |                                                                             |
| 2-3-1988                                                                    | Mohammedia                                                                  | Marocco                                                                     | 2 – 1                                                                       | Germania Est                                                                | Amichevole                                                                  | -                                                                           | 72’                                                                         |
| 30-3-1988                                                                   | Halle                                                                       | Germania Est                                                                | 3 – 3                                                                       | Romania                                                                     | Amichevole                                                                  | -                                                                           |                                                                             |
| 13-4-1988                                                                   | Burgas                                                                      | Bulgaria                                                                    | 1 – 1                                                                       | Germania Est                                                                | Amichevole                                                                  | -                                                                           |                                                                             |
| 31-8-1988                                                                   | Berlino Est                                                                 | Germania Est                                                                | 1 – 0                                                                       | Grecia                                                                      | Amichevole                                                                  | -                                                                           |                                                                             |
| 21-9-1988                                                                   | Cottbus                                                                     | Germania Est                                                                | 1 – 2                                                                       | Polonia                                                                     | Amichevole                                                                  | -                                                                           |                                                                             |
| 19-10-1988                                                                  | Berlino Est                                                                 | Germania Est                                                                | 2 – 0                                                                       | Islanda                                                                     | Qual. Mondiali 1990                                                         | -                                                                           |                                                                             |
| 30-11-1988                                                                  | Istanbul                                                                    | Turchia                                                                     | 3 – 1                                                                       | Germania Est                                                                | Qual. Mondiali 1990                                                         | -                                                                           |                                                                             |
| 13-2-1989                                                                   | Il Cairo                                                                    | Egitto                                                                      | 0 – 4                                                                       | Germania Est                                                                | Amichevole                                                                  | 2                                                                           |                                                                             |
| 8-3-1989                                                                    | Amarousio                                                                   | Grecia                                                                      | 3 – 2                                                                       | Germania Est                                                                | Amichevole                                                                  | -                                                                           |                                                                             |
| 22-3-1989                                                                   | Gelsenkirchen                                                               | Germania Est                                                                | 1 – 1                                                                       | Finlandia                                                                   | Amichevole                                                                  | -                                                                           |                                                                             |
| 12-4-1989                                                                   | Magdeburgo                                                                  | Germania Est                                                                | 0 – 2                                                                       | Turchia                                                                     | Qual. Mondiali 1990                                                         | -                                                                           |                                                                             |
| 26-4-1989                                                                   | Kiev                                                                        | Unione Sovietica                                                            | 3 – 0                                                                       | Germania Est                                                                | Qual. Mondiali 1990                                                         | -                                                                           | 54’                                                                         |
| 20-5-1989                                                                   | Lipsia                                                                      | Germania Est                                                                | 1 – 1                                                                       | Austria                                                                     | Qual. Mondiali 1990                                                         | 1                                                                           |                                                                             |
| 23-8-1989                                                                   | Erfurt                                                                      | Germania Est                                                                | 1 – 1                                                                       | Bulgaria                                                                    | Amichevole                                                                  | 1                                                                           | 73’                                                                         |
| 6-9-1989                                                                    | Reykjavík                                                                   | Islanda                                                                     | 0 – 3                                                                       | Germania Est                                                                | Qual. Mondiali 1990                                                         | -                                                                           |                                                                             |
| 8-10-1989                                                                   | Francoforte sull'Oder                                                       | Germania Est                                                                | 2 – 1                                                                       | Unione Sovietica                                                            | Qual. Mondiali 1990                                                         | -                                                                           |                                                                             |
| 25-10-1989                                                                  | Ta' Qali                                                                    | Malta                                                                       | 0 – 4                                                                       | Germania Est                                                                | Amichevole                                                                  | -                                                                           |                                                                             |
| 15-11-1989                                                                  | Vienna                                                                      | Austria                                                                     | 3 – 0                                                                       | Germania Est                                                                | Qual. Mondiali 1990                                                         | -                                                                           | 81’                                                                         |
| 24-1-1990                                                                   | Al Kuwait                                                                   | Francia                                                                     | 3 – 0                                                                       | Germania Est                                                                | Amichevole                                                                  | -                                                                           |                                                                             |
| 26-1-1990                                                                   | Al Kuwait                                                                   | Kuwait                                                                      | 1 – 2                                                                       | Germania Est                                                                | Amichevole                                                                  | -                                                                           | 65’                                                                         |
| 28-3-1990                                                                   | Amburgo                                                                     | Germania Est                                                                | 3 – 2                                                                       | Stati Uniti                                                                 | Amichevole                                                                  | 3                                                                           | 80’                                                                         |
| 25-4-1990                                                                   | Glasgow                                                                     | Scozia                                                                      | 0 – 1                                                                       | Germania Est                                                                | Amichevole                                                                  | 1                                                                           |                                                                             |
| 13-5-1990                                                                   | Rio de Janeiro                                                              | Brasile                                                                     | 3 – 3                                                                       | Germania Est                                                                | Amichevole                                                                  | -                                                                           |                                                                             |
| Totale                                                                      |                                                                             | Presenze                                                                    | 49                                                                          |                                                                             | Reti                                                                        | 14                                                                          |                                                                             |

#### Germania
| Cronologia completa delle presenze e delle reti in nazionale ― Germania | Cronologia completa delle presenze e delle reti in nazionale ― Germania | Cronologia completa delle presenze e delle reti in nazionale ― Germania | Cronologia completa delle presenze e delle reti in nazionale ― Germania | Cronologia completa delle presenze e delle reti in nazionale ― Germania | Cronologia completa delle presenze e delle reti in nazionale ― Germania | Cronologia completa delle presenze e delle reti in nazionale ― Germania | Cronologia completa delle presenze e delle reti in nazionale ― Germania |
| Data                                                                    | Città                                                                   | In casa                                                                 | Risultato                                                               | Ospiti                                                                  | Competizione                                                            | Reti                                                                    | Note                                                                    |
| ----------------------------------------------------------------------- | ----------------------------------------------------------------------- | ----------------------------------------------------------------------- | ----------------------------------------------------------------------- | ----------------------------------------------------------------------- | ----------------------------------------------------------------------- | ----------------------------------------------------------------------- | ----------------------------------------------------------------------- |
| 14-10-1992                                                              | Dresda                                                                  | Germania                                                                | 1 – 1                                                                   | Messico                                                                 | Amichevole                                                              | -                                                                       | 68’                                                                     |
| 18-11-1992                                                              | Norimberga                                                              | Germania                                                                | 0 – 0                                                                   | Austria                                                                 | Amichevole                                                              | -                                                                       | 68’ 73’                                                                 |
| 20-12-1992                                                              | Montevideo                                                              | Uruguay                                                                 | 1 – 4                                                                   | Germania                                                                | Amichevole                                                              | -                                                                       | 84’                                                                     |
| 14-4-1993                                                               | Bochum                                                                  | Germania                                                                | 6 – 1                                                                   | Ghana                                                                   | Amichevole                                                              | 1                                                                       | 46’                                                                     |
| 22-9-1993                                                               | Tunisi                                                                  | Uruguay                                                                 | 1 – 4                                                                   | Germania                                                                | Amichevole                                                              | -                                                                       | 68’                                                                     |
| 13-10-1993                                                              | Karlsruhe                                                               | Germania                                                                | 5 – 0                                                                   | Uruguay                                                                 | Amichevole                                                              | 1                                                                       | 61’                                                                     |
| 17-11-1993                                                              | Colonia                                                                 | Germania                                                                | 2 – 1                                                                   | Brasile                                                                 | Amichevole                                                              | -                                                                       | 32’                                                                     |
| 15-12-1993                                                              | Miami                                                                   | Argentina                                                               | 2 – 1                                                                   | Germania                                                                | Amichevole                                                              | -                                                                       |                                                                         |
| 22-12-1993                                                              | Città del Messico                                                       | Messico                                                                 | 0 – 0                                                                   | Germania                                                                | Amichevole                                                              | -                                                                       | 71’                                                                     |
| 27-4-1994                                                               | Abu Dhabi                                                               | Emirati Arabi Uniti                                                     | 0 – 2                                                                   | Germania                                                                | Amichevole                                                              | 1                                                                       | 59’                                                                     |
| 16-11-1994                                                              | Tirana                                                                  | Albania                                                                 | 1 – 2                                                                   | Germania                                                                | Qual. Euro 1996                                                         | 1                                                                       |                                                                         |
| 14-12-1994                                                              | Chișinău                                                                | Moldavia                                                                | 0 – 3                                                                   | Germania                                                                | Qual. Euro 1996                                                         | 1                                                                       | 69’                                                                     |
| 18-12-1994                                                              | Kaiserslautern                                                          | Germania                                                                | 2 – 1                                                                   | Albania                                                                 | Qual. Euro 1996                                                         | -                                                                       | 59’                                                                     |
| 22-2-1995                                                               | Jerez de la Frontera                                                    | Spagna                                                                  | 0 – 0                                                                   | Germania                                                                | Amichevole                                                              | -                                                                       |                                                                         |
| 7-6-1995                                                                | Sofia                                                                   | Bulgaria                                                                | 3 – 2                                                                   | Germania                                                                | Qual. Euro 1996                                                         | -                                                                       | 90’                                                                     |
| 21-6-1995                                                               | Norimberga                                                              | Germania                                                                | 2 – 0                                                                   | Italia                                                                  | Amichevole                                                              | -                                                                       |                                                                         |
| 6-9-1995                                                                | Norimberga                                                              | Germania                                                                | 4 – 1                                                                   | Georgia                                                                 | Qual. Euro 1996                                                         | 1                                                                       |                                                                         |
| 14-12-1996                                                              | Porto                                                                   | Portogallo                                                              | 0 – 0                                                                   | Germania                                                                | Qual. Mondiali 1998                                                     | -                                                                       | 71’ 78’                                                                 |
| 26-2-1997                                                               | Tel Aviv                                                                | Israele                                                                 | 0 – 1                                                                   | Germania                                                                | Amichevole                                                              | -                                                                       | 46’                                                                     |
| 2-4-1997                                                                | Scutari                                                                 | Albania                                                                 | 2 – 3                                                                   | Germania                                                                | Qual. Mondiali 1998                                                     | 3                                                                       | 62’ 68’                                                                 |
| 7-6-1997                                                                | Kiev                                                                    | Ucraina                                                                 | 0 – 0                                                                   | Germania                                                                | Qual. Mondiali 1998                                                     | -                                                                       | 88’                                                                     |
| 20-8-1997                                                               | Belfast                                                                 | Irlanda del Nord                                                        | 1 – 3                                                                   | Germania                                                                | Qual. Mondiali 1998                                                     | -                                                                       | 69’                                                                     |
| 6-9-1997                                                                | Berlino                                                                 | Germania                                                                | 1 – 1                                                                   | Portogallo                                                              | Qual. Mondiali 1998                                                     | 1                                                                       | 68’ 83’                                                                 |
| 10-9-1997                                                               | Hannover                                                                | Germania                                                                | 4 – 0                                                                   | Armenia                                                                 | Qual. Mondiali 1998                                                     | 1                                                                       |                                                                         |
| 15-11-1997                                                              | Düsseldorf                                                              | Germania                                                                | 3 – 0                                                                   | Sudafrica                                                               | Amichevole                                                              | -                                                                       | 46’                                                                     |
| 18-2-1998                                                               | Mascate                                                                 | Oman                                                                    | 0 – 2                                                                   | Germania                                                                | Amichevole                                                              | -                                                                       |                                                                         |
| 22-2-1998                                                               | Riad                                                                    | Arabia Saudita                                                          | 0 – 3                                                                   | Germania                                                                | Amichevole                                                              | -                                                                       | 46’                                                                     |
| 25-3-1998                                                               | Stoccarda                                                               | Germania                                                                | 1 – 2                                                                   | Brasile                                                                 | Amichevole                                                              | 1                                                                       | 46’                                                                     |
| 22-4-1998                                                               | Colonia                                                                 | Germania                                                                | 1 – 0                                                                   | Nigeria                                                                 | Amichevole                                                              | -                                                                       |                                                                         |
| 27-5-1998                                                               | Helsinki                                                                | Finlandia                                                               | 0 – 0                                                                   | Germania                                                                | Amichevole                                                              | -                                                                       | 46’                                                                     |
| 30-5-1998                                                               | Francoforte                                                             | Germania                                                                | 3 – 1                                                                   | Colombia                                                                | Amichevole                                                              | -                                                                       | 71’                                                                     |
| 5-6-1998                                                                | Mannheim                                                                | Germania                                                                | 7 – 0                                                                   | Lussemburgo                                                             | Amichevole                                                              | 2                                                                       | 46’                                                                     |
| 21-6-1998                                                               | Lens                                                                    | Germania                                                                | 2 – 2                                                                   | Jugoslavia                                                              | Mondiali 1998 - 1º turno                                                | -                                                                       | 58’                                                                     |
| 25-6-1998                                                               | Montpellier                                                             | Germania                                                                | 2 – 0                                                                   | Iran                                                                    | Mondiali 1998 - 1º turno                                                | -                                                                       | 69’                                                                     |
| 29-6-1998                                                               | Montpellier                                                             | Germania                                                                | 2 – 1                                                                   | Messico                                                                 | Mondiali 1998 - Ottavi di finale                                        | -                                                                       | 74’                                                                     |
| 4-7-1998                                                                | Lione                                                                   | Germania                                                                | 0 – 3                                                                   | Croazia                                                                 | Mondiali 1998 - Quarti di finale                                        | -                                                                       | 69’                                                                     |
| 2-9-1998                                                                | Ta' Qali                                                                | Malta                                                                   | 1 – 2                                                                   | Germania                                                                | Amichevole                                                              | -                                                                       | 46’                                                                     |
| 5-9-1998                                                                | Ta' Qali                                                                | Romania                                                                 | 1 – 1                                                                   | Germania                                                                | Amichevole                                                              | -                                                                       |                                                                         |
| 10-10-1998                                                              | Bursa                                                                   | Turchia                                                                 | 1 – 0                                                                   | Germania                                                                | Qual. Euro 2000                                                         | -                                                                       |                                                                         |
| 14-10-1998                                                              | Chișinău                                                                | Moldavia                                                                | 1 – 3                                                                   | Germania                                                                | Qual. Euro 2000                                                         | -                                                                       | 74’                                                                     |
| 18-11-1998                                                              | Gelsenkirchen                                                           | Germania                                                                | 1 – 1                                                                   | Paesi Bassi                                                             | Amichevole                                                              | -                                                                       | 21’                                                                     |
| 31-3-1999                                                               | Norimberga                                                              | Germania                                                                | 2 – 0                                                                   | Finlandia                                                               | Qual. Euro 2000                                                         | -                                                                       | 65’                                                                     |
| 28-4-1999                                                               | Brema                                                                   | Germania                                                                | 0 – 1                                                                   | Scozia                                                                  | Amichevole                                                              | -                                                                       | 59’                                                                     |
| 4-6-1999                                                                | Leverkusen                                                              | Germania                                                                | 6 – 1                                                                   | Moldavia                                                                | Qual. Euro 2000                                                         | 1                                                                       | 55’                                                                     |
| 4-9-1999                                                                | Helsinki                                                                | Finlandia                                                               | 1 – 2                                                                   | Germania                                                                | Qual. Euro 2000                                                         | -                                                                       | 32’                                                                     |
| 14-11-1999                                                              | Oslo                                                                    | Norvegia                                                                | 0 – 1                                                                   | Germania                                                                | Amichevole                                                              | -                                                                       | 46’                                                                     |
| 29-3-2000                                                               | Zagabria                                                                | Croazia                                                                 | 1 – 1                                                                   | Germania                                                                | Amichevole                                                              | -                                                                       | 83’                                                                     |
| 26-4-2000                                                               | Kaiserslautern                                                          | Germania                                                                | 1 – 1                                                                   | Svizzera                                                                | Amichevole                                                              | 1                                                                       | 46’                                                                     |
| 7-6-2000                                                                | Friburgo                                                                | Germania                                                                | 8 – 2                                                                   | Liechtenstein                                                           | Amichevole                                                              | 2                                                                       | 46’                                                                     |
| 17-6-2000                                                               | Charleroi                                                               | Inghilterra                                                             | 1 – 0                                                                   | Germania                                                                | Euro 2000 - 1º turno                                                    | -                                                                       | 70’                                                                     |
| 20-6-2000                                                               | Rotterdam                                                               | Portogallo                                                              | 3 – 0                                                                   | Germania                                                                | Euro 2000 - 1º turno                                                    | -                                                                       | 69’                                                                     |
| Totale                                                                  |                                                                         | Presenze                                                                | 51                                                                      |                                                                         | Reti                                                                    | 18                                                                      |                                                                         |

## Palmarès

### Club
- Campionato tedesco orientale: 2

Dinamo Dresda: 1988-1989, 1989-1990
- Coppa della Germania Est: 3

Dinamo Dresda: 1983-1984, 1984-1985, 1989-1990
- Coppa di Germania: 1

Bayer Leverkusen: 1992-1993

### Individuale
- Calciatore tedesco orientale dell'anno: 1

1990
- Capocannoniere della Bundesliga: 3

1992-1993, 1996-1997, 1997-1998
- Capocannoniere della Coppa delle Coppe: 1

1993-1994 (5 gol, a pari merito con Alon Mizrahi, Eoin Jess, Ivajlo Andonov)
- Capocannoniere della Coppa UEFA: 1

1994-1995 (10 gol)